# Sport-Club Freiburg 2011-2012
Questa voce raccoglie le informazioni riguardanti lo Sport-Club Freiburg nelle competizioni ufficiali della stagione 2011-2012.

## Stagione
Nella stagione 2011-2012 il Friburgo, allenato da Christian Streich, concluse il campionato di Bundesliga al 12º posto. In coppa di Germania il Friburgo fu eliminato al primo turno dall'Unterhaching.

## Rosa
| N. |                                 | Ruolo | Calciatore         |
| -- | ------------------------------- | ----- | ------------------ |
| 19 | Germania (bandiera)             | P     | Daniel Batz        |
| 1  | Germania (bandiera)             | P     | Oliver Baumann     |
| 36 | Germania (bandiera)             | P     | Alexander Schwolow |
| 15 | Germania (bandiera)             | D     | Oliver Barth       |
| 13 | Senegal (bandiera)              | D     | Fallou Diagne      |
| 4  | Svizzera (bandiera)             | D     | Beg Ferati         |
| 28 | Germania (bandiera)             | D     | Matthias Ginter    |
| 20 | Germania (bandiera)             | D     | Andreas Hinkel     |
| 41 | Germania (bandiera)             | D     | Immanuel Höhn      |
| 2  | Rep. Ceca (bandiera)            | D     | Pavel Krmaš        |
| 16 | Danimarca (bandiera)            | D     | Michael Lumb       |
| 24 | Bosnia ed Erzegovina (bandiera) | D     | Mensur Mujdža      |
| 25 | Germania (bandiera)             | D     | Oliver Sorg        |
| 40 | Germania (bandiera)             | C     | Daniel Caligiuri   |
| 18 | Germania (bandiera)             | C     | Johannes Flum      |

| N. |                         | Ruolo | Calciatore         |
| -- | ----------------------- | ----- | ------------------ |
| 31 | Slovacchia (bandiera)   | C     | Karim Guédé        |
| 44 | Germania (bandiera)     | C     | Marc Lais          |
| 7  | RD del Congo (bandiera) | C     | Cédric Makiadi     |
| 14 | Bielorussia (bandiera)  | C     | Anton Putilo       |
| 8  | Germania (bandiera)     | C     | Jan Rosenthal      |
| 48 | Germania (bandiera)     | C     | Erich Sautner      |
| 17 | Francia (bandiera)      | C     | Jonathan Schmid    |
| 23 | Germania (bandiera)     | C     | Julian Schuster    |
| 33 | Germania (bandiera)     | A     | Simon Brandstetter |
| 11 | Mali (bandiera)         | A     | Garra Dembélé      |
| 35 | Germania (bandiera)     | A     | Sebastian Freis    |
| 26 | Slovacchia (bandiera)   | A     | Erik Jendrišek     |
| 27 | Germania (bandiera)     | A     | Stefan Reisinger   |
| 9  | Croazia (bandiera)      | A     | Ivan Santini       |

## Organigramma societario
Area tecnica
- Allenatore: Christian Streich
- Allenatore in seconda: Patrick Baier, Lars Voßler
- Preparatore dei portieri: Andreas Kronenberg
- Preparatori atletici: Simon Ickert

## Risultati

### Bundesliga

#### Girone di andata
| Arbitro: | Drees |

|                  |           |                       |
| Mölders 53’, 80’ | Marcatori | 47’ Cissé 55’ Makiadi |

| Arbitro: | Kinhöfer |

|           |           |                             |
| Cissé 90’ | Marcatori | 64’ Risse 79’ Choupo-Moting |

| Arbitro: | Sippel |

|                                                                 |           |                             |
| Fritz 30’ Pizarro 34’ Arnautović 65’ Hunt 87’ (rig.) Wesley 90’ | Marcatori | 7’, 48’ Cissé 84’ Reisinger |

| Arbitro: | Dingert |

|                                     |           |  |
| Barth 30’ Jendrišek 40’ Makiadi 59’ | Marcatori |  |

| Arbitro: | Welz |

|                                                             |           |  |
| Gómez 8’, 52’, 55’, 71’ (rig.) Ribéry 26’, 41’ Petersen 90’ | Marcatori |  |

| Arbitro: | Winkmann |

|           |           |                 |
| Cissé 85’ | Marcatori | 33’, 73’ Harnik |

| Arbitro: | Wingenbach |

|                                              |           |                        |
| Farfán 33’ Huntelaar 62’ Holtby 66’ Raúl 75’ | Marcatori | 2’ Cissé 83’ Jendrišek |

| Arbitro: | Schmidt |

|          |           |  |
| Flum 19’ | Marcatori |  |

| Arbitro: | Aytekin |

|           |           |                      |
| Cissé 46’ | Marcatori | 12’ Son 73’ Iličević |

| Arbitro: | Hartmann |

|              |           |  |
| Shechter 75’ | Marcatori |  |

| Arbitro: | Fritz |

|  |           |            |
|  | Marcatori | 2’ Ballack |

| Arbitro: | Dingert |

|            |           |                                |
| Frantz 32’ | Marcatori | 34’ Rosenthal 90’ (rig.) Cissé |

| Arbitro: | Wingenbach |

|                    |           |                        |
| Reisinger 61’, 90’ | Marcatori | 20’ Ramos 45’ Niemeyer |

| Arbitro: | Aytekin |

|             |           |             |
| Firmino 24’ | Marcatori | 90’ Dembélé |

| Arbitro: | Drees |

|           |           |                     |
| Cissé 67’ | Marcatori | 44’ (aut.) Bastians |

| Arbitro: | Fritz |

|                                    |           |  |
| Clemens 20’, 66’ Podolski 61’, 73’ | Marcatori |  |

| Arbitro: | Perl |

|               |           |                                                 |
| Rosenthal 34’ | Marcatori | 7’, 70’ Lewandowski 44’ Gündoğan 59’ Großkreutz |

#### Girone di ritorno
| Arbitro: | Meyer |

|            |           |  |
| Ginter 88’ | Marcatori |  |

| Arbitro: | Schmidt |

|                                          |           |           |
| Choupo-Moting 2’, 17’ Polanski 5’ (rig.) | Marcatori | 67’ Krmaš |

| Arbitro: | Brych |

|                        |           |                  |
| Makiadi 32’ Schmid 70’ | Marcatori | 29’, 47’ Pizarro |

| Arbitro: | Dingert |

|                             |           |                        |
| Jiráček 5’, 61’ Schäfer 14’ | Marcatori | 11’ Flum 38’ Caligiuri |

| Friburgo in Brisgovia 18 febbraio 2012, ore 18:30 CET 22ª giornata | Friburgo  | 0 – 0 referto | Bayern Monaco | Mage Solar Stadion (24 000 spett.)\| Arbitro: \| Gagelmann \| |
| Arbitro:                                                           | Gagelmann |               |               |                                                               |

| Arbitro: | Stark |

|                                            |           |            |
| Harnik 12’, 83’ Okazaki 21’ Boulahrouz 63’ | Marcatori | 27’ Diagne |

| Arbitro: | Fritz |

|                                |           |           |
| Freis 18’ Caligiuri 66’ (rig.) | Marcatori | 72’ Pukki |

| Mönchengladbach 10 marzo 2012, ore 15:30 CET 25ª giornata | Borussia M'gladbach | 0 – 0 referto | Friburgo | Borussia-Park (52 207 spett.)\| Arbitro: \| Sippel \| |
| Arbitro:                                                  | Sippel              |               |          |                                                       |

| Arbitro: | Stieler |

|              |           |                                    |
| Iličević 75’ | Marcatori | 20’ Flum 43’ Caligiuri 72’ Makiadi |

| Arbitro: | Meyer |

|                      |           |  |
| Guédé 8’ Makiadi 14’ | Marcatori |  |

| Arbitro: | Hartmann |

|  |           |                           |
|  | Marcatori | 8’ Schuster 60’ Caligiuri |

| Arbitro: | Kinhöfer |

|                                  |           |                       |
| Caligiuri 53’ (rig.) Makiadi 79’ | Marcatori | 8’ Didavi 45’ Pekhart |

| Arbitro: | Gagelmann |

|            |           |                            |
| Hubník 81’ | Marcatori | 7’ (aut.) Hubník 67’ Freis |

| Friburgo in Brisgovia 15 aprile 2012, ore 17:30 CEST 31ª giornata | Friburgo | 0 – 0 referto | Hoffenheim | Mage Solar Stadion (23 500 spett.)\| Arbitro: \| Aytekin \| |
| Arbitro:                                                          | Aytekin  |               |            |                                                             |

| Hannover 22 aprile 2012, ore 17:30 CEST 32ª giornata | Hannover 96 | 0 – 0 referto | Friburgo | AWD-Arena (48 000 spett.)\| Arbitro: \| Winkmann \| |
| Arbitro:                                             | Winkmann    |               |          |                                                     |

| Arbitro: | Stark |

|                                              |           |              |
| Mujdža 36’ Guédé 54’ Caligiuri 84’ Freis 90’ | Marcatori | 47’ Podolski |

| Arbitro: | Sippel |

|                                             |           |  |
| Błaszczykowski 5’, 39’ Lewandowski 20’, 27’ | Marcatori |  |

### Coppa di Germania
| Arbitro: | Winkmann |

|                                             |           |                          |
| Sternisko 17’ Tunjić 47’ (rig.), 87’ (rig.) | Marcatori | 9’ Makiadi 74’ Reisinger |

## Statistiche

### Statistiche di squadra
| Competizione      | Punti | In casa | In casa | In casa | In casa | In casa | In casa | In trasferta | In trasferta | In trasferta | In trasferta | In trasferta | In trasferta | Totale | Totale | Totale | Totale | Totale | Totale | DR  |
| Competizione      | Punti | G       | V       | N       | P       | Gf      | Gs      | G            | V            | N            | P            | Gf           | Gs           | G      | V      | N      | P      | Gf     | Gs     | DR  |
| ----------------- | ----- | ------- | ------- | ------- | ------- | ------- | ------- | ------------ | ------------ | ------------ | ------------ | ------------ | ------------ | ------ | ------ | ------ | ------ | ------ | ------ | --- |
| Bundesliga        | 40    | 17      | 6       | 6       | 5       | 24      | 20      | 17           | 4            | 4            | 9            | 21           | 41           | 34     | 10     | 10     | 14     | 45     | 61     | -16 |
| Coppa di Germania | -     | 0       | 0       | 0       | 0       | 0       | 0       | 1            | 0            | 0            | 1            | 2            | 3            | 1      | 0      | 0      | 1      | 2      | 3      | -1  |
| Totale            | -     | 17      | 6       | 6       | 5       | 24      | 20      | 18           | 4            | 4            | 10           | 23           | 44           | 35     | 10     | 10     | 15     | 47     | 64     | -17 |

### Andamento in campionato
| Giornata  | 1 | 2  | 3  | 4  | 5  | 6  | 7  | 8  | 9  | 10 | 11 | 12 | 13 | 14 | 15 | 16 | 17 | 18 | 19 | 20 | 21 | 22 | 23 | 24 | 25 | 26 | 27 | 28 | 29 | 30 | 31 | 32 | 33 | 34 |
| --------- | - | -- | -- | -- | -- | -- | -- | -- | -- | -- | -- | -- | -- | -- | -- | -- | -- | -- | -- | -- | -- | -- | -- | -- | -- | -- | -- | -- | -- | -- | -- | -- | -- | -- |
| Luogo     | T | C  | T  | C  | T  | C  | T  | C  | C  | T  | C  | T  | C  | T  | C  | T  | C  | C  | T  | C  | T  | C  | T  | C  | T  | T  | C  | T  | C  | T  | C  | T  | C  | T  |
| Risultato | N | P  | P  | V  | P  | P  | P  | V  | P  | P  | P  | V  | N  | N  | N  | P  | P  | V  | P  | N  | P  | N  | P  | V  | N  | V  | V  | V  | N  | V  | N  | N  | V  | P  |
| Posizione | 9 | 14 | 16 | 13 | 14 | 16 | 17 | 15 | 17 | 18 | 18 | 17 | 17 | 17 | 17 | 18 | 18 | 17 | 18 | 18 | 18 | 18 | 18 | 17 | 17 | 16 | 13 | 13 | 13 | 13 | 13 | 13 | 12 | 12 |

Legenda:

Luogo: C = Casa; T = Trasferta. Risultato: V = Vittoria; N = Pareggio; P = Sconfitta.

### Statistiche dei giocatori
| Giocatore       | Bundesliga | Bundesliga | Bundesliga  | Bundesliga | Coppa di Germania | Coppa di Germania | Coppa di Germania | Coppa di Germania | Totale   | Totale | Totale      | Totale     |
| Giocatore       | Presenze   | Reti       | Ammonizioni | Espulsioni | Presenze          | Reti              | Ammonizioni       | Espulsioni        | Presenze | Reti   | Ammonizioni | Espulsioni |
| --------------- | ---------- | ---------- | ----------- | ---------- | ----------------- | ----------------- | ----------------- | ----------------- | -------- | ------ | ----------- | ---------- |
| D. Batz         | 1          | 0          | 0           | 0          | -                 | -                 | -                 | -                 | 1        | 0      | 0           | 0          |
| O. Baumann      | 33         | 0          | 1           | 0          | 1                 | 0                 | 0                 | 0                 | 34       | 0      | 1           | 0          |
| A. Schwolow     | -          | -          | -           | -          | -                 | -                 | -                 | -                 | -        | -      | -           | -          |
| O. Barth        | 12         | 1          | 3           | 0          | 1                 | 0                 | 0                 | 0                 | 13       | 1      | 3           | 0          |
| F. Diagne       | 15         | 1          | 2           | 1          | -                 | -                 | -                 | -                 | 15       | 1      | 2           | 1          |
| B. Ferati       | 6          | 0          | 0           | 0          | 1                 | 0                 | 0                 | 0                 | 7        | 0      | 0           | 0          |
| M. Ginter       | 13         | 1          | 1           | 0          | -                 | -                 | -                 | -                 | 13       | 1      | 1           | 0          |
| A. Hinkel       | 7          | 0          | 2           | 0          | -                 | -                 | -                 | -                 | 7        | 0      | 2           | 0          |
| I. Höhn         | 8          | 0          | 1           | 0          | -                 | -                 | -                 | -                 | 8        | 0      | 1           | 0          |
| P. Krmaš        | 19         | 1          | 3           | 0          | -                 | -                 | -                 | -                 | 19       | 1      | 3           | 0          |
| M. Lumb         | 5          | 0          | 0           | 0          | -                 | -                 | -                 | -                 | 5        | 0      | 0           | 0          |
| M. Mujdža       | 14         | 1          | 2           | 0          | 1                 | 0                 | 0                 | 0                 | 15       | 1      | 2           | 0          |
| O. Sorg         | 17         | 0          | 2           | 0          | -                 | -                 | -                 | -                 | 17       | 0      | 2           | 0          |
| D. Caligiuri    | 25         | 6          | 4           | 0          | 1                 | 0                 | 0                 | 0                 | 26       | 6      | 4           | 0          |
| J. Flum         | 30         | 3          | 6           | 0          | -                 | -                 | -                 | -                 | 30       | 3      | 6           | 0          |
| K. Guédé        | 10         | 2          | 1           | 0          | -                 | -                 | -                 | -                 | 10       | 2      | 1           | 0          |
| M. Lais         | -          | -          | -           | -          | -                 | -                 | -                 | -                 | -        | -      | -           | -          |
| C. Makiadi      | 33         | 6          | 6           | 0          | 1                 | 1                 | 0                 | 0                 | 34       | 7      | 6           | 0          |
| A. Putilo       | 19         | 0          | 1           | 0          | -                 | -                 | -                 | -                 | 19       | 0      | 1           | 0          |
| J. Rosenthal    | 18         | 2          | 2           | 0          | -                 | -                 | -                 | -                 | 18       | 2      | 2           | 0          |
| E. Sautner      | -          | -          | -           | -          | -                 | -                 | -                 | -                 | -        | -      | -           | -          |
| J. Schmid       | 22         | 1          | 1           | 0          | -                 | -                 | -                 | -                 | 22       | 1      | 1           | 0          |
| J. Schuster     | 21         | 1          | 5           | 0          | 1                 | 0                 | 1                 | 0                 | 22       | 1      | 6           | 0          |
| S. Brandstetter | -          | -          | -           | -          | -                 | -                 | -                 | -                 | -        | -      | -           | -          |
| G. Dembélé      | 16         | 1          | 2           | 0          | 1                 | 0                 | 0                 | 0                 | 17       | 1      | 2           | 0          |
| S. Freis        | 15         | 3          | 4           | 0          | -                 | -                 | -                 | -                 | 15       | 3      | 4           | 0          |
| E. Jendrišek    | 19         | 2          | 2           | 0          | 1                 | 0                 | 0                 | 0                 | 20       | 2      | 2           | 0          |
| S. Reisinger    | 25         | 3          | 2           | 0          | 1                 | 1                 | 0                 | 0                 | 26       | 4      | 2           | 0          |
| I. Santini      | 10         | 0          | 0           | 0          | -                 | -                 | -                 | -                 | 10       | 0      | 0           | 0          |
| Y. Abdessadki   | 11         | 0          | 0           | 0          | -                 | -                 | -                 | -                 | 11       | 0      | 0           | 0          |
| F. Bastians     | 16         | 0          | 1           | 0          | 1                 | 0                 | 0                 | 0                 | 17       | 0      | 1           | 0          |
| H. Butscher     | 8          | 0          | 0           | 0          | 1                 | 0                 | 0                 | 0                 | 9        | 0      | 0           | 0          |
| P. Cissé        | 17         | 9          | 2           | 0          | -                 | -                 | -                 | -                 | 17       | 9      | 2           | 0          |
| M. Nicu         | 4          | 0          | 0           | 0          | 1                 | 0                 | 0                 | 0                 | 5        | 0      | 0           | 0          |
| D. Williams     | 1          | 0          | 0           | 0          | -                 | -                 | -                 | -                 | 1        | 0      | 0           | 0          |
| C. Bickel       | 1          | 0          | 0           | 0          |                   |                   |                   |                   |          |        |             |            |